# فرد هاولي
فرد هاولي (بالإنجليزية: Fred Hawley)‏ (28 يوليو 1890 بدربي في المملكة المتحدة - 1954) هو لاعب كرة قدم بريطاني (وحمل سابقاً جنسية المملكة المتحدة لبريطانيا العظمى وأيرلندا) في مركز الوسط. لعب مع برايتون أند هوف ألبيون وبرمنغهام سيتي وسويندون تاون وشيفيلد يونايتد وكوفنتري سيتي وكوينز بارك رينجرز ونادي بريستول سيتي وDerby Midland F.C. ‏.